# 小行星8067
小行星8067（英語：8067 Helfenstein）是一颗围绕太阳公转的小行星。1980年9月7日，愛德華·鮑威爾在可可尼诺县发现了此天体。
这颗小行星的绝对星等为29.82462237900232等。